# ホルツドルフ航空基地
ホルツドルフ航空基地（ドイツ語: Fliegerhorst Holzdorf）は、ドイツ連邦共和国ザクセン＝アンハルト州イェッセン近郊のホルツドルフに所在する軍用飛行場。かつてはドイツ民主共和国（東ドイツ）の軍用飛行場として使用されていた。

## 歴史
1968年に国家人民軍（東ドイツ軍）航空軍の新規飛行場として選定される。1974年に飛行場は完成し、1980年まで拡張工事は継続する。1982年には第1戦闘航空団がコトブスから移転する。本飛行場は当時の東ドイツで最も近代化された空港施設であった。1980年代全般を通じて第1戦闘航空団、第1航空技術大隊、第41通信技術大隊が駐留していた。
1990年のドイツ再統一で本飛行場は連邦軍事後司令部が引き継いだ。この過程で第1戦闘航空団と第1航空技術大隊は解隊する。

## 現在の配置部隊・機関
- 第1陸軍航空隊支援隊（陸軍）
- 第62空輸航空団第3空輸群（空軍）
- 第3指揮管制区（空軍）
- シェーネヴァルデ衛生センター（救業軍）
- ドーベルルーク＝キルヒハイン連邦軍業務センター分所（国防省）